# Courtempierre
Courtempierre település Franciaországban, Loiret megyében. Lakosainak száma 214 fő (2022. január 1.). Courtempierre Château-Landon, Corbeilles, Mignères, Mignerette, Préfontaines, Sceaux-du-Gâtinais és Treilles-en-Gâtinais községekkel határos.

## Népesség
A település népességének változása:
| Lakosok száma | 187  | 164  | 171  | 236  | 237  | 236  | 235  | 236  | 229  | 214  |
|               | 1968 | 1982 | 1990 | 2006 | 2013 | 2015 | 2017 | 2019 | 2020 | 2022 |